# ليون ويتاكر
ليون ويتاكر (بالإنجليزية: Leon Whittaker)‏ هو لاعب كرة قدم بريطاني في مركز الوسط، ولد في 16 أبريل 1985 في جزر كايمان في المملكة المتحدة. شارك مع منتخب جزر كايمان لكرة القدم. أما مع النوادي، فقد لعب مع George Town SC ‏.

## وصلات خارجية
- ليون ويتاكر على موقع الاتحاد الدولي (مؤرشف)  (الإنجليزية)
- ليون ويتاكر على موقع قاعدة بيانات كرة القدم.إي يو (الإنجليزية)
- ليون ويتاكر على موقع ناشيونال فوتبول تيمز (الإنجليزية)